# Nath
Pour les articles homonymes, voir Nath (homonymie).
Nath, connu également sous le nom de Waatman, né le 3 mars 1986 à Nancy, est un auteur, compositeur et chanteur français découvert grâce à l'émission de télévision Popstars en 2007.

## Biographie

### Débuts dans la musique
Né le 3 mars 1986 à Nancy, Nath  commence à enregistrer des morceaux sur des instrumentations personnelles, qui ne dépasseront jamais le stade privé. En 2003, il commence à poser sa voix sur des morceaux de dancehall, ainsi entre 2003 et 2006 il participe à de nombreux projets de mixtapes. En janvier 2006, l'album Premier Essai regroupant un mix de ses meilleurs morceaux et quelques inédits, sort en téléchargement gratuit sur son site officiel. L'album se téléchargera à 4 000 exemplaires environ. Quelque temps plus tard, il délaisse le dancehall pour s'orienter vers la black music et plus particulièrement la Soul, le R&B et le Gospel. Il intègre ainsi pendant 2 ans une chorale Gospel où il apprend à chanter en chœur. En parallèle, il poursuit des études en Génie des Procédés puis en Commerce.

### Popstars
En juin 2007, il tente l'aventure de Popstars. Cette année-là, l'émission recherche la nouvelle star du hip-hop/R&B. Avec son physique de premier de la classe, il est à l'exact opposé de ce que rechercherait le jury. Cependant il passe la première étape des castings sur une reprise reggae de Luciano, World Affairs. Il est ensuite pris pour l'Atelier à Paris où il franchit les premières étapes avec talent. Il étonne par son talent d'auteur, et son grain de voix particulier, et propose au cours des évaluations différents morceaux dont Ces Choses une de ses compositions. Lors d'une évaluation les candidats doivent présenter par groupe, une chanson qu'ils ont composé en cours d'écriture. Nath et Vanessa (une autre candidate) proposent Quelqu'un comme moi, chanson traitant de façon humoristique d'amour et d'internet. Lors de l'évaluation, ils recevront les félicitations de jury pour la chanson qualifiée, alors, de tube. Quelques jours plus tard, Nath sera éliminé de la compétition aux portes de la demi-finale, son profil ne correspondant pas à celui recherché pour le gagnant de l'émission. Il est alors pris comme professeur assistant, au cours d'écriture.

### Carrière musicale
Après Popstars, Nath retourne à sa licence de commerce. Entre-temps il enregistre une autre version de Quelqu'un comme moi avec Vanessa. Ils démarchent ensemble Universal qui n'adhère pas au projet. Ils décident donc de le produire seuls. Le single Quelqu'un comme moi de Nath, featuring Vanessa, voit donc le jour le 13 février 2008, veille de Saint-Valentin. La sortie du single s'accompagne d'un titre promotionnel gratuit entièrement écrit, composé et chanté par Nath Envahir les Ondes. En octobre 2008, Jules et Nath proposent un nouveau concept : DsonsDstarsTV sur Dailymotion. L'objectif : chaque semaine ils proposent une composition exclusive destinée à un artiste particulier. Les internautes décident ensuite de la qualité du morceau par les commentaires et, s’ils sont encourageants, Jules et Nath envoient la maquette à la star concernée.

### Empty The Sea
Souhaitant faire de la musique avant tout et se détacher de l'image qu'il véhiculait pendant l'émission, Nathanaël essaie de monter un groupe de musique qui se nommera Empty The Sea. Après quelques essais infructueux, il décide alors de reprendre le nom à lui seul.

## Discographie

### Albums
- 2006 : Premier Essai

### Singles
- 2008 : Quelqu'un comme moi feat. Vanessa
- 2008 : Envahir les Ondes